# Мария Георгиевска
Мария Георгиевска (на македонска литературна норма: Марија Георгиевска) е икономистка и политик от Северна Македония.

## Биография
Родена е на 25 август 1965 година в град Прилеп, тогава в Социалистическа федеративна република Югославия. Завършва бакалавърска степен във Факултета за бизнес икономика и магистратура по икономика и бизнес в Института за бизнес икономика. На 15 юли 2020 година е избрана за депутат от Социалдемократическия съюз на Македония в Събранието на Северна Македония.